# Eucriotettix exsertus
Eucriotettix exsertus är en insektsart som först beskrevs av Bolívar, I. 1902.  Eucriotettix exsertus ingår i släktet Eucriotettix och familjen torngräshoppor. Inga underarter finns listade i Catalogue of Life.